# 世界平和宗教連合
世界平和宗教連合（せかいへいわしゅうきょうれんごう、英語: Interreligious Federation for World Peace; IRFWP）は、世界平和統一家庭連合（旧・統一教会）の関連団体。1991年8月27日、韓国・ソウルで、文鮮明を創設者として創設された。
天宙平和連合が世界平和国会議員連合の協力機関として2017年11月13日に設立した「世界平和宗教人連合」（Interreligious Association for Peace and Development; IAPD）は別団体である。

## 所在地
所在地は東京都新宿区新宿5-13-2成約ビル5F。成約ビルの概要および主な入居団体は下記のとおり（2022年8月の時点）。
- 建物名称：成約ビル
- 所在地：東京都新宿区新宿5-13-2
- 建物規模：地上5階

| 5F | UPF-Japan、平和大使協議会 |
| 4F | 真の家庭運動推進協議会、一般財団法人国際ハイウェイ財団、日本純潔同盟、 世界平和宗教連合、孝情教育文化財団、宗教新聞社、統一思想研究院 |
| 3F | 世界平和統一家庭連合東京同胞教会 |
| 2F | 世界平和教授アカデミー、世界平和青年学生連合、平和統一聯合、 アジアと日本の平和と安全を守る全国フォーラム、日韓トンネル推進全国会議   |
| 1F | （セミナールーム） |